# Harmstonia clavicauda
Harmstonia clavicauda är en tvåvingeart som beskrevs av Robinson 1967. Harmstonia clavicauda ingår i släktet Harmstonia och familjen styltflugor. Inga underarter finns listade i Catalogue of Life.